# Альварес Энсисо, Доминго
Доминго Альварес Энсисо (исп. Domingo Álvarez Enciso; 1737, Мансилья-де-ла-Сьерра, Риоха — 1800, Херес-де-ла-Фронтера, Андалусия) — испанский художник и копиист второй половины XVIII века.

## Биография
По одним данным Доминго Альварес родился на севере Испании в селении Мансилья-де-ла-Сьерра в 1737 году, однако сам Альварес в 1758 году при заполнении документов на получение стипендии назвал себя уроженцем соседнего городка Вентоса, а моментом появления на свет указал 1739 год. Тем не менее, доподлинно известно то, что он в 1752 году переехал в Мадрид. В испанской столице Альварес начал изучать живопись, поступив в Королевскую академию искусств, в которой помимо рядовых преподавателей академии, Доминго также обучал один из её создателей, живописец и королевский реставратор картин Андрес де ла Кальеха. Первым заметным успехом Альвареса на художественном поприще стала победа на всеобщем конкурсе живописцев, которую он одержал спустя всего два года обучения в академии. Через четыре года он открыл для себя профессию копииста, став помощником королевского художника Антонио Гонсалеса Руиса, занимавшегося созданием копий гобеленов Давида Тенирса для украшения дворца Эскориал.
В мае 1758 года он подал заявку на получение стипендии, позволившей бы ему перебраться в Рим. В декабре он получил одобрение и незамедлительно отправился в «священный город». На первых порах он занимался написанием картин для Академии обнажённой натуры на Капитолийском холме и для галереи Фарнезе, которые получали высокие оценки вплоть до 1762 года, когда работы Альвареса стали чаще подвергаться критике, что в итоге привело к приостановке выплаты ему стипендии. Перестав получать стипендию, он вернулся в Испанию, привезя с собой копию картины Пьетро да Кортоны «Изнасилование сабинянок». Спустя несколько месяцев Альваресу была восстановлена стипендия и он вернулся в Рим, в этом ему помог директор по делам стипендиатов Франсиско Пресьядо, видевший в рисунках молодого человека большой потенциал.
Отточив в итальянской столице свои навыки, Альварес снискал у себя на родине славу хорошего копииста, что в итоге побудило короля Испании Карла III заказать у него копии работ Рафаэля Санти. Ещё находясь в Риме Доминго Альварес после выполнения нескольких работ для королевского заказа получил должность директора по живописи в кадисском филиале Королевской академии искусств. В 1788 году он переехал в Кадис, в январе 1795 стал членом Королевской академии изящных искусств в Мадриде, а спустя пять лет и девять месяцев умер в городе Херес-де-ла-Фронтера.